# Port lotniczy Mandalaj-Chanmyathazi
Port lotniczy Mandalaj-Chanmyathazi (IATA: MDL, ICAO: VYCZ) – krajowy port lotniczy położony w Mandalaj, w Mjanmie. W dużej mierze został zastąpiony przez międzynarodowy Port lotniczy Mandalaj.